# سانتيرامو في كولي
سانتيرامو في كولي (بالإيطالية: Santeramo in Colle)‏ هي بلدة وبلدية في مقاطعة باري في إقليم بوليا في جنوب إيطاليا.

## السكان
في سنة 1861 بلغ عدد السكان 9٬856 نسمة، وتطور العدد ليصل في سنة 2011 لـ 26٬770 نسمة.
يظهر هذا المخطط البياني تطور النمو السكاني لـ سانتيرامو في كولي

## توأمة
لسانتيرامو في كولي اتفاقيات توأمة مع كل من:
- بولاخ
- باد زكينغين
- فورميا